# Christophe Spiliotis
Christophe Spiliotis-Saquet, né le 7 août 1957 à Monaco, est un pilote de rallyes monégasque.

## Biographie
Il naît le 7 août 1957 à Monaco, la même année que son compatriote Jean-Pierre Richelmi.
Il fait ses débuts en compétition automobile en 1979.
Il participe à 10 reprises à son rallye national dans le cadre du WRC entre 1986 et 1999, obtenant une 7e au classement général en 1988 avec son épouse sur Audi Coupé Quattro, et se classant trois fois dans les dix premiers en 1988, 1992 et 1993.
Il est par ailleurs Président de l'académie des arts martiaux de Monaco.
Il dirige une entreprise de travaux sous-marin depuis 1978, et préside actuellement[Quand ?] L'Union pour Monaco, la formation politique majoritaire au parlement monégasque, dont il est l'un des conseillers nationaux depuis 2003.

## Palmarès

### Titres
- champion du France des rallyes Terre en 1998, avec  Hervé Thibaud sur Subaru Impreza 555;

(nb: il a également terminé 8e du championnat de France asphalte en 1989)

### Victoires en PWRC
- Rallye Monte-Carlo: 1991, avec Isabelle Spiliotis, sur  Ford Sierra RS Cosworth  4x4 (12e au général);
- Rallye Monte-Carlo: 1992, avec I. Spiliotis, sur  Ford Sierra RS Cosworth  4x4 (10e au général);
- Rallye Monte-Carlo: 1993, avec H. Thibaud, sur Lancia Delta HF Integrale (9e au général);

### Victoires en ERC
- Rallye Terre de Corse: 1998, avec H. Thibaud sur Subaru Impreza 555;
- 1er du Groupe N au Rallye Alpin-Behra: 1994, avec I. Spiliotis sur Ford Sierra RS Cosworth;

### Victoires en championnat de France des rallyes Terre
- Rallye Terre de Corse: 1998, avec H. Thibaud sur Subaru Impreza 555;
- Rallye Terre de Vaucluse: 1998, avec H. Thibaud sur Subaru Impreza 555;
- Rallye Terre du Diois: 1998, avec H. Thibaud sur Subaru Impreza 555;

### Podium en ERC
- 2e du rallye Costa Brava: 1987, avec I. Spiliotis sur Audi Coupé Quattro.